# Teorie strukturace
Teorie strukturace (anglicky the theory of structuration) je sociální teorie představená významným britským sociologem Anthony Giddensem v knize The constitution of society: Outline of the theory of structuration (1984). Teorie strukturace se zabývá a pracuje s pojmy agency a structure. Pojem agency je brán jako skupina osob či jednotlivců, kteří jsou schopni jednat nezávisle a jsou též schopni vytvářet vlastní rozhodnutí. Pojem structure referuje o sociální struktuře osob, která je nějak uspořádána, vzniká a je utvářena akcemi individuí.
Přestože byla v minulosti teorie strukturace velmi kritizována, stala se pilířem současných sociologických teorií, které jsou využívány pro vysvětlení sociálních jednání a procesů.

## Úvod k teorii strukturace
Teorii strukturace věnoval Giddens pozornost zejména ve třetí fázi svého myšlení. V knize New Rules of Sociological Method (1976) poprvé představil soubor pravidel postpozitivistického vědeckého programu, jenž měl vystřídat "pozitivistický manifest" Émileho Durkheima. Uvedl, že sociologie má pracovat s produkcí a reprodukcí společnosti na základě jednání jejích subjektů. Před Anthonym Giddensem se teoretické základy sociálních věd snažil položit též Talcott Parsons. Na rozdíl od něj prosazoval Anthony Giddens ve své teorii zejména přiblížení sféry jednání a struktury, které je podstatou teorie strukturace. Svou činností se Anthony Giddens snažil obohatit teorii a metodologii nejen sociologie, ale i jiných sociálních věd. Při tvorbě vlastní koncepce jej inspirovali zejména vědec Claude Lévi-Strauss a filozof Jacques Derrida.

## Kritika funkcionalismu
Anthony Giddens nabídl svou teorii strukturace a duality struktury jako ideální východisko pro překonání směru zvaného funkcionalismus. Považoval ji za vhodnější než koncept fenomenologické sociologie. Díky němu byla sociologie obohacena o dosud unikátní časoprostorovou relaci. Ukázal, že pro sociální stabilitu je nesmírně důležitý čas. Je totiž proměnlivá a její vývoj lze sledovat jedině prostřednictvím času, žádný její element nelze považovat za věčný. Zároveň je třeba klást důraz na úlohu jednotlivých bytostí, jejichž vědění přímo ovlivňuje sociální vazby. Poslední Giddensovou výhradou proti funkcionalismu je, že potřeby mají pouze lidé, nikoli však sociální systém jako takový.

## Charakteristika teorie strukturace
Pojem sociální struktury se zásadně redefinoval v Giddensově teorii strukturalizace. Ve 20. století se sociálních struktur využívalo jako konceptu ve třech různých spojeních. Sociální struktury konkretizovaly jeden ze způsobů, kterými společnost ovlivňuje chování svých členů. Dále také umožňovaly porovnávat různé společnosti se stejným historickým a kulturním charakterem. Tyto společnosti se dají porovnat v případě, že přisuzují stejnou hodnotu prestiži, moci a bohatství, což je případ zejména industriálních a postindustriálních společností. Nakonec vývoj sociálních struktur pomáhal zkoumat sociální změny dané společnosti v čase. Giddens se snažil propojit tyto rozdílné pojetí konceptu sociálních struktur do jednotné teorie. Autor tudíž představil strukturu jako soubor pravidel a zdrojů, které organizují sociální systém a existují pouze jako jeho vlastnosti. Podle Giddense pravidla sociálních struktur „činí jisté akty možnými, zatímco jiné nikoliv.“
Anthony Giddens tvrdí, že analýza strukturace spočívá ve zkoumání způsobů, kterými se sociální systémy a jejich struktury produkují a reprodukují v interakci vědomých aktérů, kteří se ve svém jednání opírají o již existující systémové struktury. Sociální systémy přitom nemusí pro jednotlivce znamenat jen omezení, ale zároveň skýtají mnoho možností působnosti.
Pravidla a zdroje slouží k produkci a reprodukci společenských systémů. Anthony Giddens rozlišuje ve společnosti následující pravidla struktur:
- normativní - různé zákony, práva, povinnosti a systém sankcí
- interpretativní - významy, interpretativní schémata, komunikace.

Dále rozlišuje ve společnosti tyto zdroje:
- alokativní - souvisí s kontrolou přírody a prací se surovinami a technologiemi
- autoritativní - souvisí s kontrolou společnosti a organizací sociálního prostoru[4]

Giddens uvádí v teorii strukturace novou myšlenku, že společenský život je více než pouhý souhrn náhodných činů jednotlivců a také není určený pouze sociálními silami. Jinak řečeno život není sestaven jenom z mikrosociologických aktivit, ani na něho nemůže pohlížet z makrosociologického hlediska. Podle Giddense jsou lidské činy a sociální struktury v oboustranném vztahu. To znamená, že sociální struktury (instituce, morální zásady, tradice) společenský život ovlivňují, ale mohou být kdykoliv změněny nebo upraveny, pokud se tak většina společnosti rozhodne.
	„Například skutečnost, že používáme peníze, přispívá maličkým, ale nezbytným dílem k samotné jejich existenci. Kdyby se všichni lidé (anebo pouhá většina) v jistém okamžiku rozhodla peníze nepoužívat, náš měnový systém by se zhroutil.“

## Strukturální dualita
Podle Giddense je strukturální dualita základem celé teorie spolu s pojmy struktura a systém. Strukturálním dualismus je podle Giddense fakt, že sociální struktury jsou produktem činitelů, ale zároveň činitele ovlivňují a utváří. Giddens dále poukazuje, že sociální systémy mohou existovat jen tehdy, když jsou kontinuálně vytvářeny a přetvářeny lidskými činiteli.  Je proto těžké pochopit jak může struktura vyvolávat nějaký vliv na činitele, když je neustále předělávána jinými specifickými akcemi činitelů. Podle Giddensovi teorie tedy nevyvstane rekonceptualizace struktur a činitelů ale spíše vymazání struktur a zvýšení moci a kapacity činitelů. Giddens také mluví o problému strukturálních omezení činitelů. Je dán zejména schopností vědění (knowledgeability) lidského činitele, která je omezená historickými okolnostmi. Tato úroveň vědění, kterou má k dispozici činitel pak ovlivňuje činitelovu nezávislost a schopnost ovlivňovat struktury.

## Struktura a společnost
Ve své teorii rozlišuje Giddens dva základní pojmy: činitele neboli aktéry (agents) a působení neboli jednání (agency). Říká, že každý člověk je činitelem (human agent), ale ne všichni činitelé jsou nutně lidmi. Aktéry označuje Anthony Giddens za vysoce reflexivní osobnosti, které jsou si plně vědomy svých činů. Souvisí s nimi pojmy knowledgeability (vědění) a capability (schopnost, moc). V Giddensově teorii hraje důležitou roli praktické vědomí, s jehož pomocí dochází člověk k interpretaci. Díky němu může zároveň kontrolovat adekvátnost svého chování v rámci společnosti.
Působení je klíčové pro sociální reprodukci a transformaci. Jejím zásadním rysem je možnost reflexe a monitorování sociálního prostředí. Dále je potřeba schopnost racionalizace a motivace. Struktury jsou "pravidla a zdroje", vložené do paměťových stop činitelů (agentů). Činitelé využívají svých paměťových stop, které jsou jim ‘znalé’ k provedení sociálních činností. "Znalost" odkazuje na to, co činitel (agent) ví o tom, co dělají a proč to dělají. Giddens rozlišuje paměťové stopy na tři typy: dominující, významové a legitimizující.
Jednání lidí je vědomé a vždy reaguje na aktuální dění v sociálním světě. Jednotlivec nabyde pocitu bezpečí v případě, že se jednání opakuje (tj. rutinizuje). Struktury vytvářejí aktérům hranice pro jednání, bez struktur by bylo složité se orientovat ve společnosti.

## Prostor, čas a dějiny
Anthony Giddens hovoří ve svém učení o regionalizaci společnosti, k níž dochází v důsledku vnitřní diferenciace. Každá společnost a její chování je podle něj ovlivněno prostorem a časovým pásmem, v níž se daná společnost nachází. Anthony Giddens v rámci sociologie odmítá evoluční představy o sociálním vývoji, namísto nich prosazuje tak řečený epizodický vývoj. Tvrdí, že lidstvo utváří svou historii samo, přičemž jednu epizodu v rámci sociálního vývoje lze chápat jako soubor určitých událostí nebo lidských činností.

## Teorie strukturace a výzkum
Výzkum v rámci Giddensovy teorie je možný, ale jelikož nemá žádnou předepsanou metodiku, je velmi komplikovaný. Existuje možnost soustředit se na struktury a koncepty individuálně, ale i kombinovaně: touto cestou teorie upřednostňuje ontologii před epistemologií. Giddensovým záměrem bylo vytvořit abstraktní teorii s vnitřní logickou soudržností. Kritizuje všechny, kdo jeho teorii používají pro empirický výzkum. Preferuje strategicky provedenou analýzu zaměřenou kontextově do akce. Ve svém díle se Giddens soustředí na produkci a reprodukci sociálních praktik. Hledá stagnace a změny, pravděpodobnost činitele, relativní úroveň rutiny a současně kreativní a strategické myšlení. Strukturální teoretici provádějí analytický výzkum společenských vztahů raději, než aby je organicky objevovali, a to především vzhledem k tomu, že používají teorii strukturace k objevení specifických výzkumných otázek. Tato technika je ovšem označována jako vyzobávání rozinek, neboli klam neúplných důkazů.

## Názory a kritika
Názory na Giddensovu teorii jsou rozporuplné, objevují se jak negativní, tak i pozitivní ohlasy.

### Negativní
Stiuchcombo se zabývá kritikou teorie. Říká, že obsahuje mnoho rétorických úskoků a obskurností. Giddens podle něj uvádí příliš malé množství konkrétních případů, a místo nich používá diagramy. Kritizuje to, že Giddens se stále opakuje, cituje sám sebe, odkazy jsou málo pochopitelné, užívá svoje teorie a sám je obrací ve svůj prospěch. Zároveň mu vyčítá, že v zásadě opakuje třicet let starý pokus Gertha a Millse mezi tzv. milieu a strukturou, ale zároveň na ně přímo neodkazuje. Kniha je plná neologismů a slov, jejichž stálý význam je pozměněn a přizpůsoben.
Mimo konkrétní a obecné výhrady se také vede spor o metateoretický status Giddensovy koncepce. Dalo by se říci, že na pomezí mezi pozitivním a negativním hodnocením je názor J. Livesay. Sice nepochybuje o obecném významu Giddensových teorií, ale požaduje větší rozšíření argumentů.

### Pozitivní
Velmi pozitivně Giddensovu teorii hodnotí G. McLennan. Říká, že používání neologismů je na místě, protože odráží autorovy myšlenky. Hodnotí pozitivně i samotnou teorii idey duality struktury, která je zároveň s teorií konstituce společnosti jádrem celé teorie. Dále společně s N. Thriftem oceňují, že respektuje “časovou a prostorovou podmíněnost sociálního života”. A. Hellerová hodnotí kladně Giddensovu inovující analýzu autoritativních zdrojů moci a projevů moci v každodenním životě. Také oceňuje Giddensův přínos v rozvoji politické sociologie.